# كأس ألمانيا 1987–88
كأس ألمانيا 1987–88 (بالألمانية: DFB-Pokal 1987/88)‏ هو الموسم 45 من كأس ألمانيا. أشرف على تنظيمه اتحاد ألمانيا لكرة القدم، وكان عدد الأندية المشاركة فيه 64، وفاز فيه آينتراخت فرانكفورت.